# 兰德街
兰德街（Landstraße）是奥地利林茨市中心区最著名的街道，部分设计为步行区，是该市最重要的购物街。就访客频次而言，它在奥地利最常去的街道中名列第三。有轨电车贯穿整条街道。

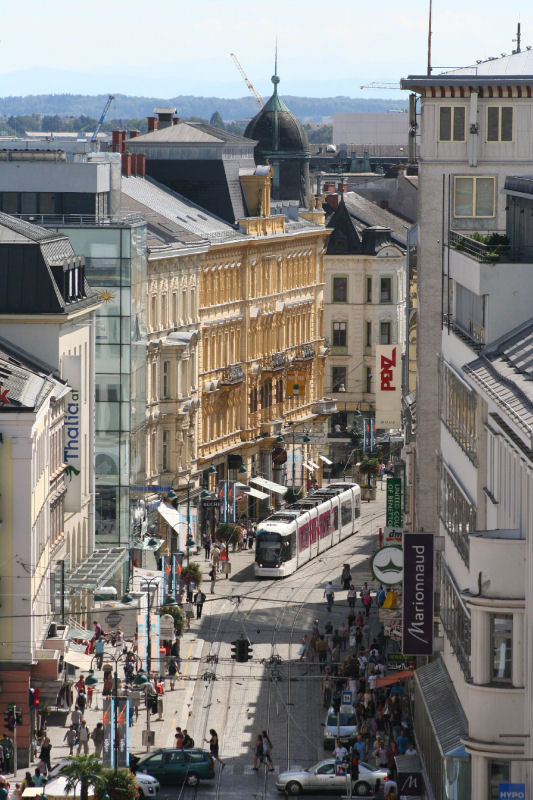
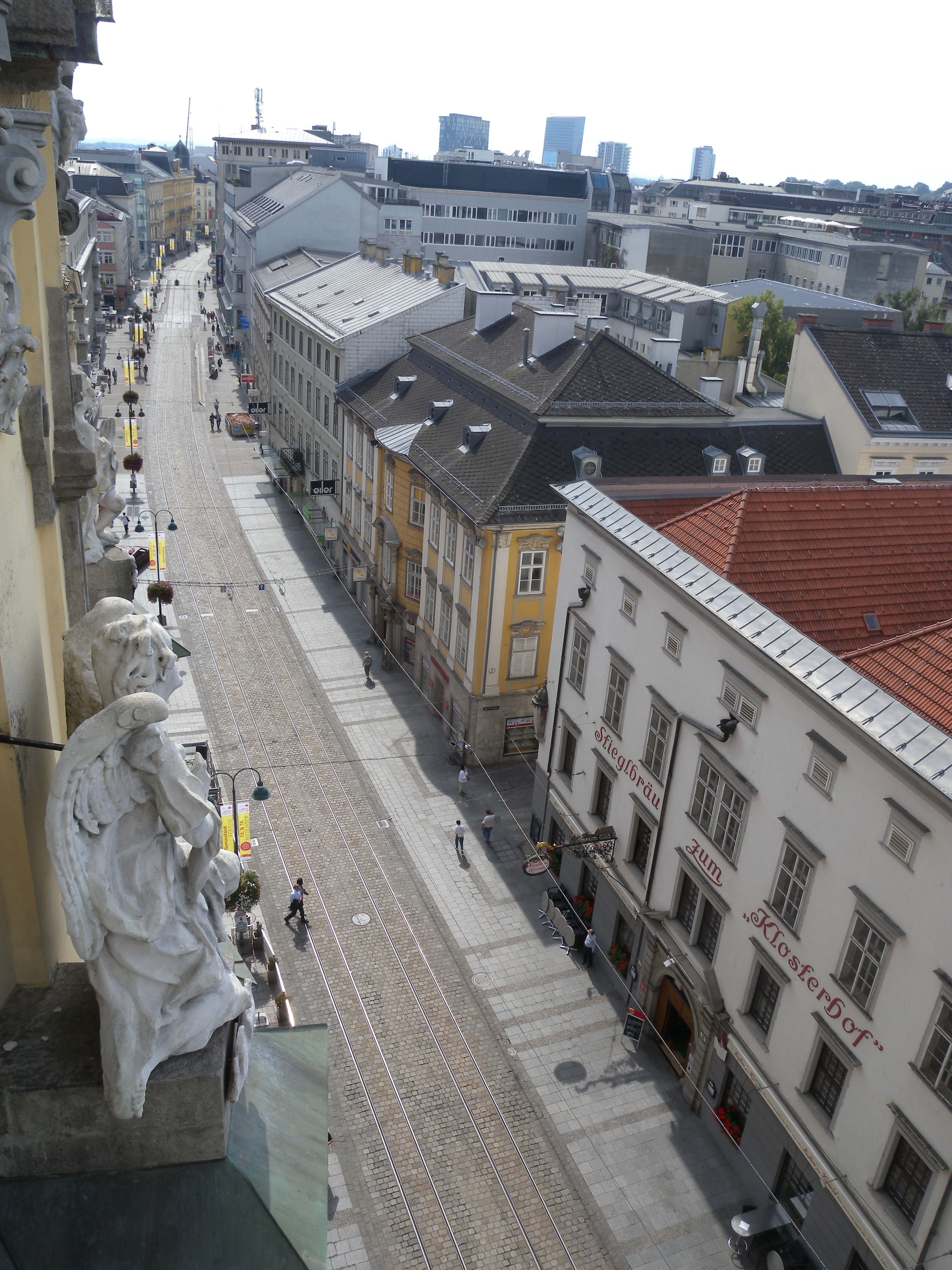
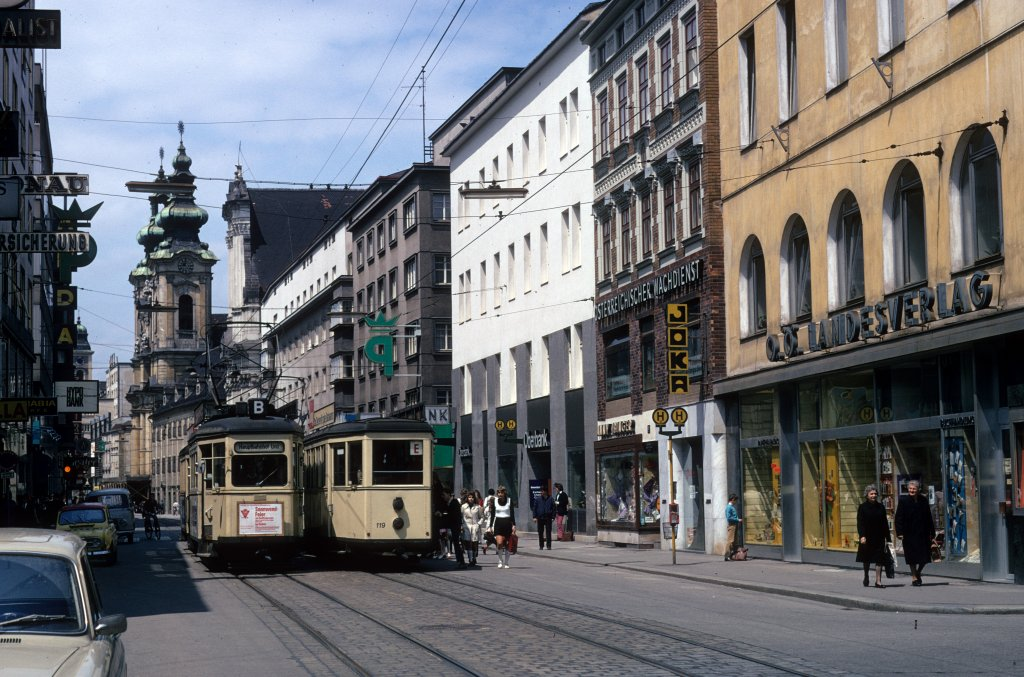

## 历史
这条街最早于13世纪见于记载。
1977年11月26 日，兰德街成为上奥地利州的第一个步行区。

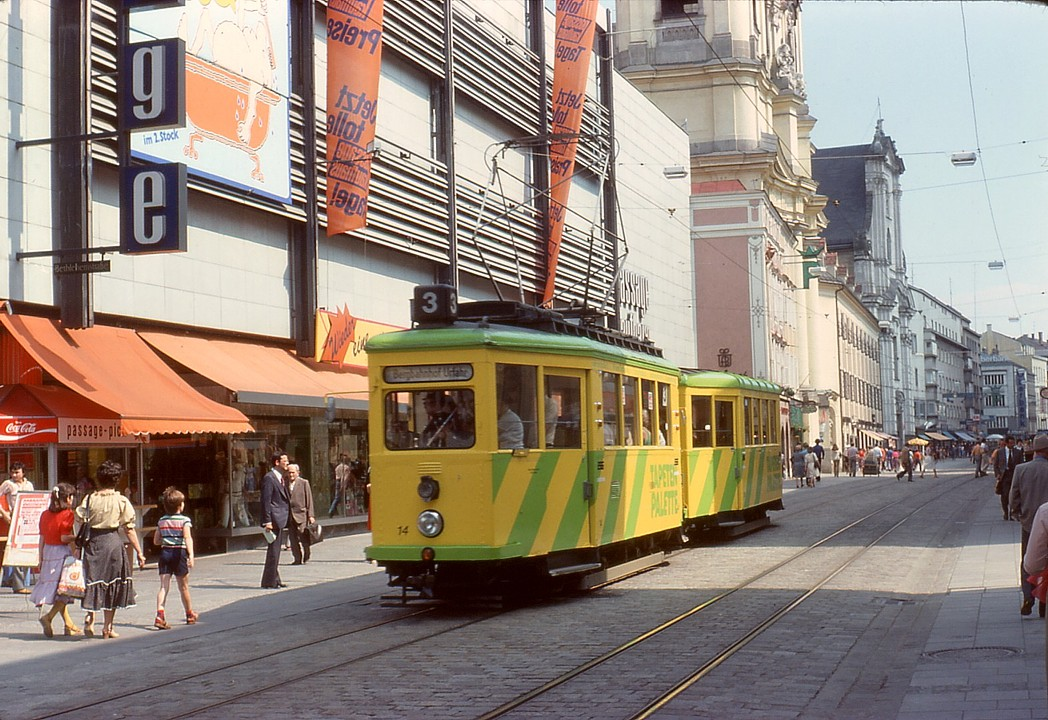
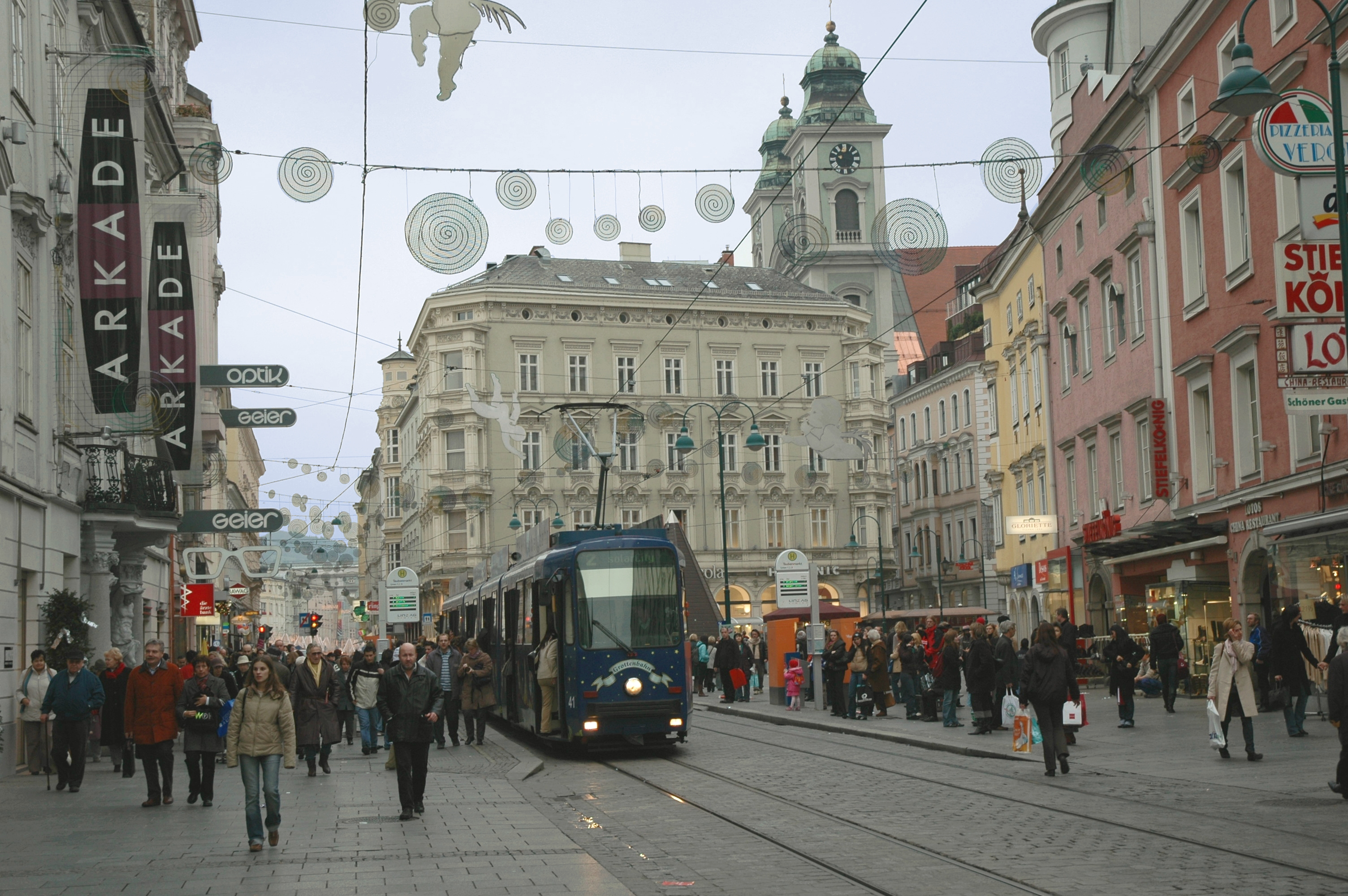
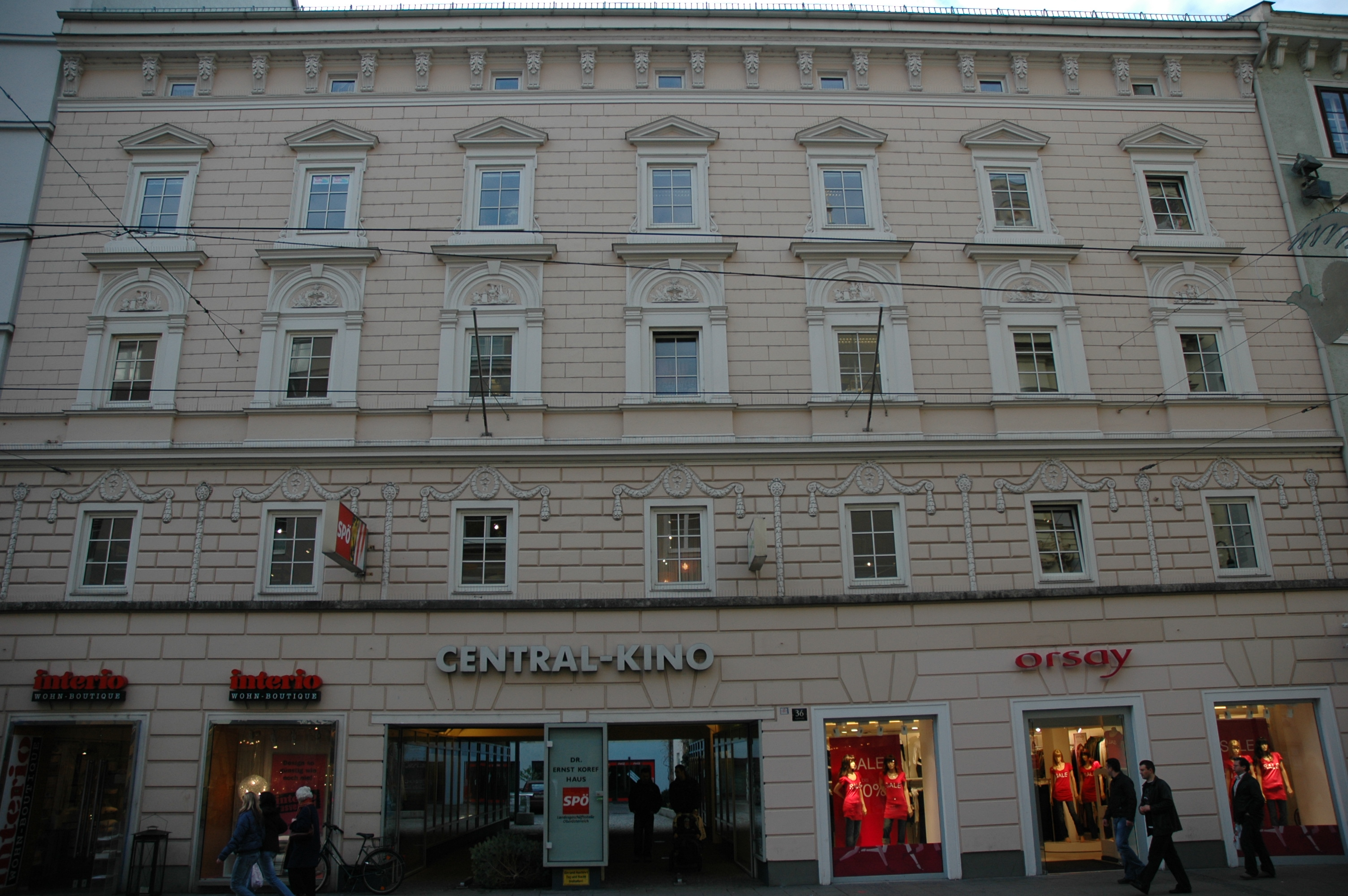
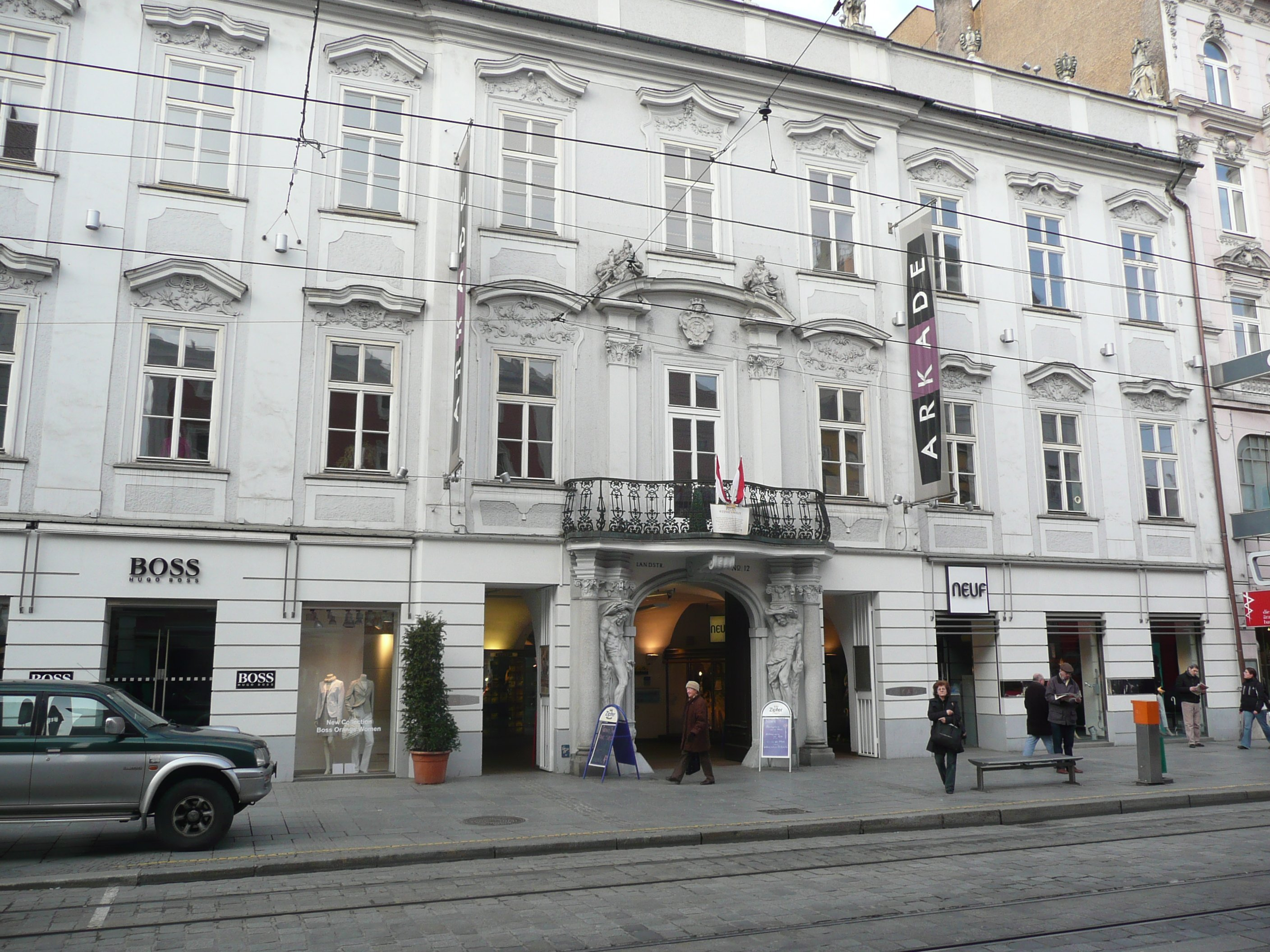
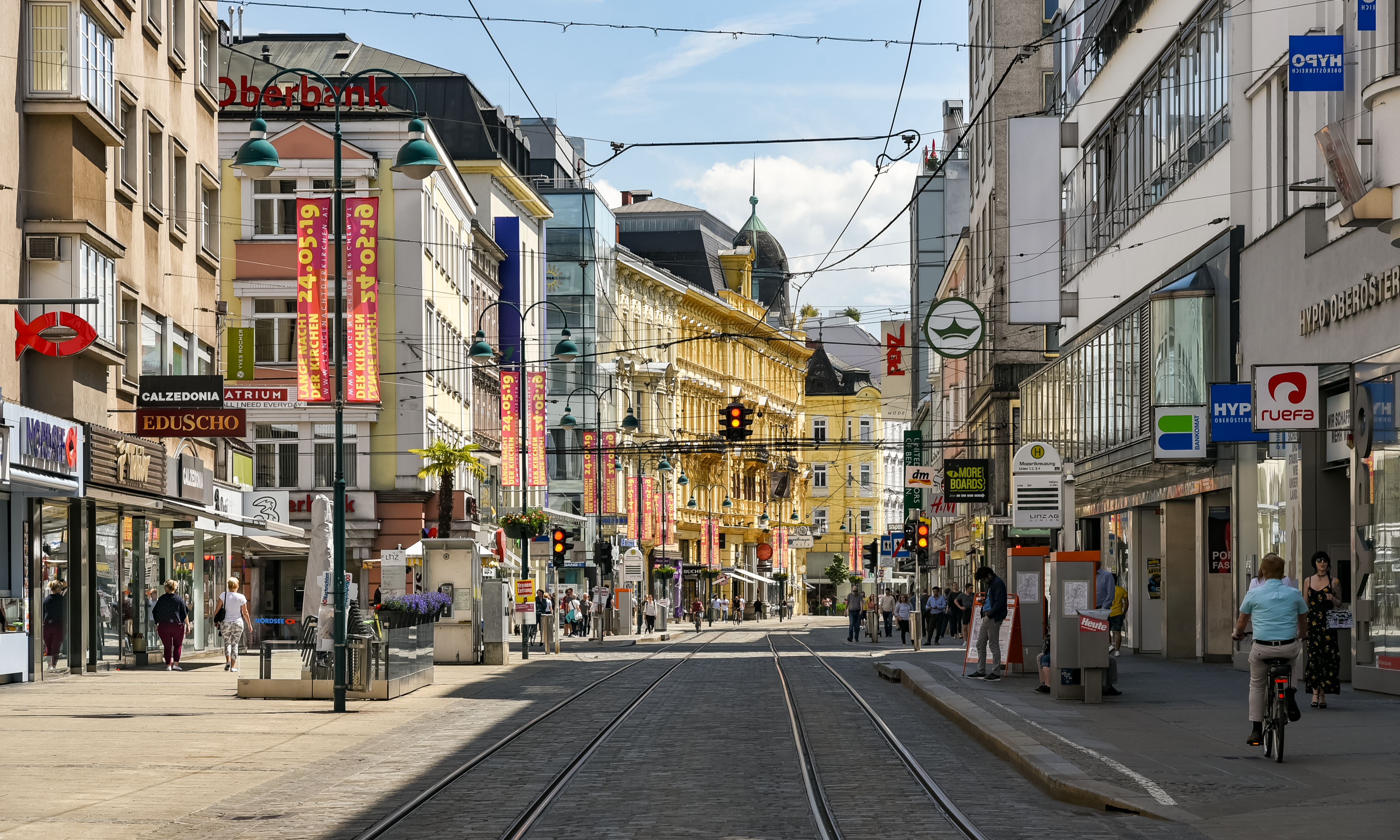
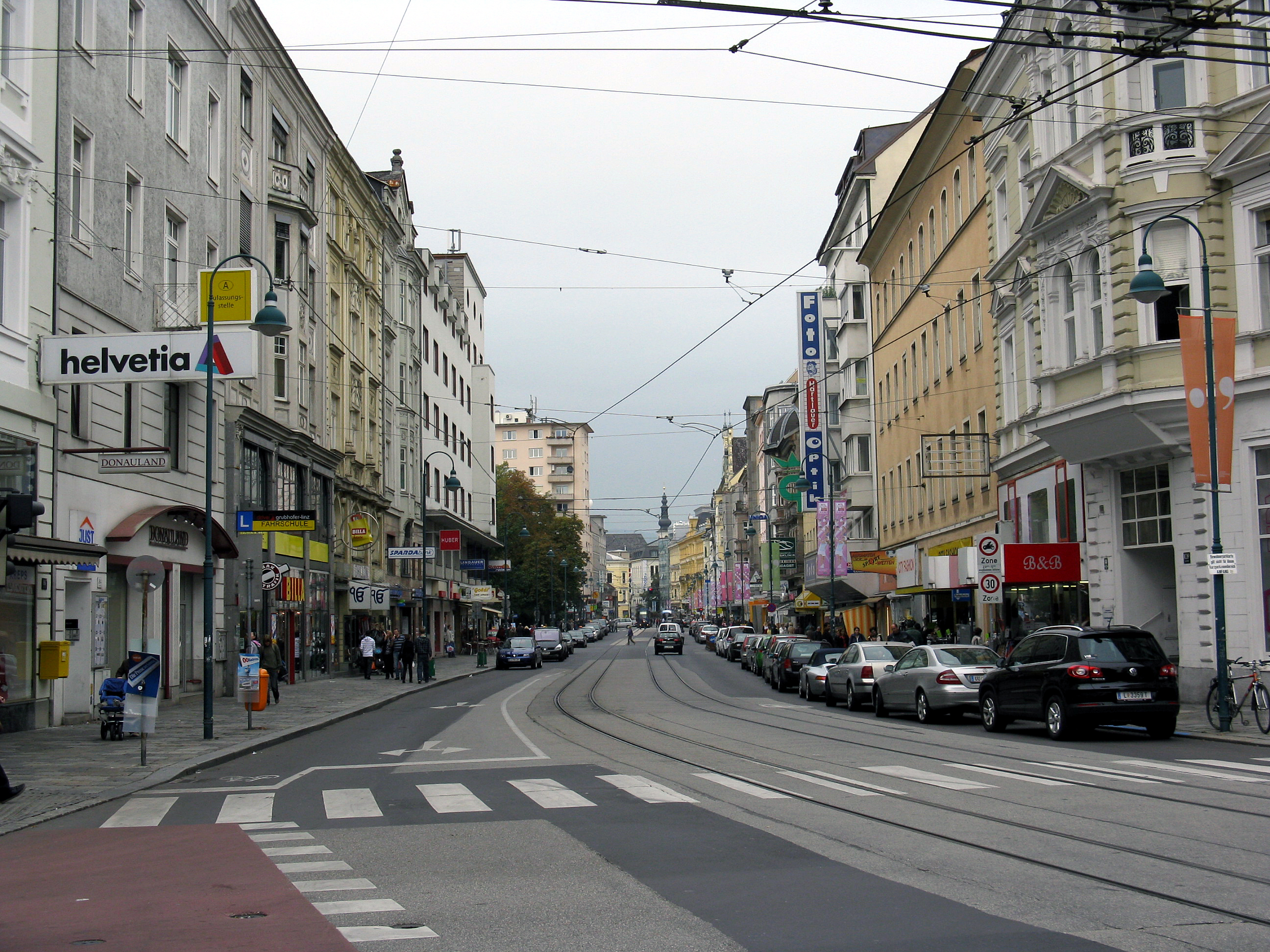
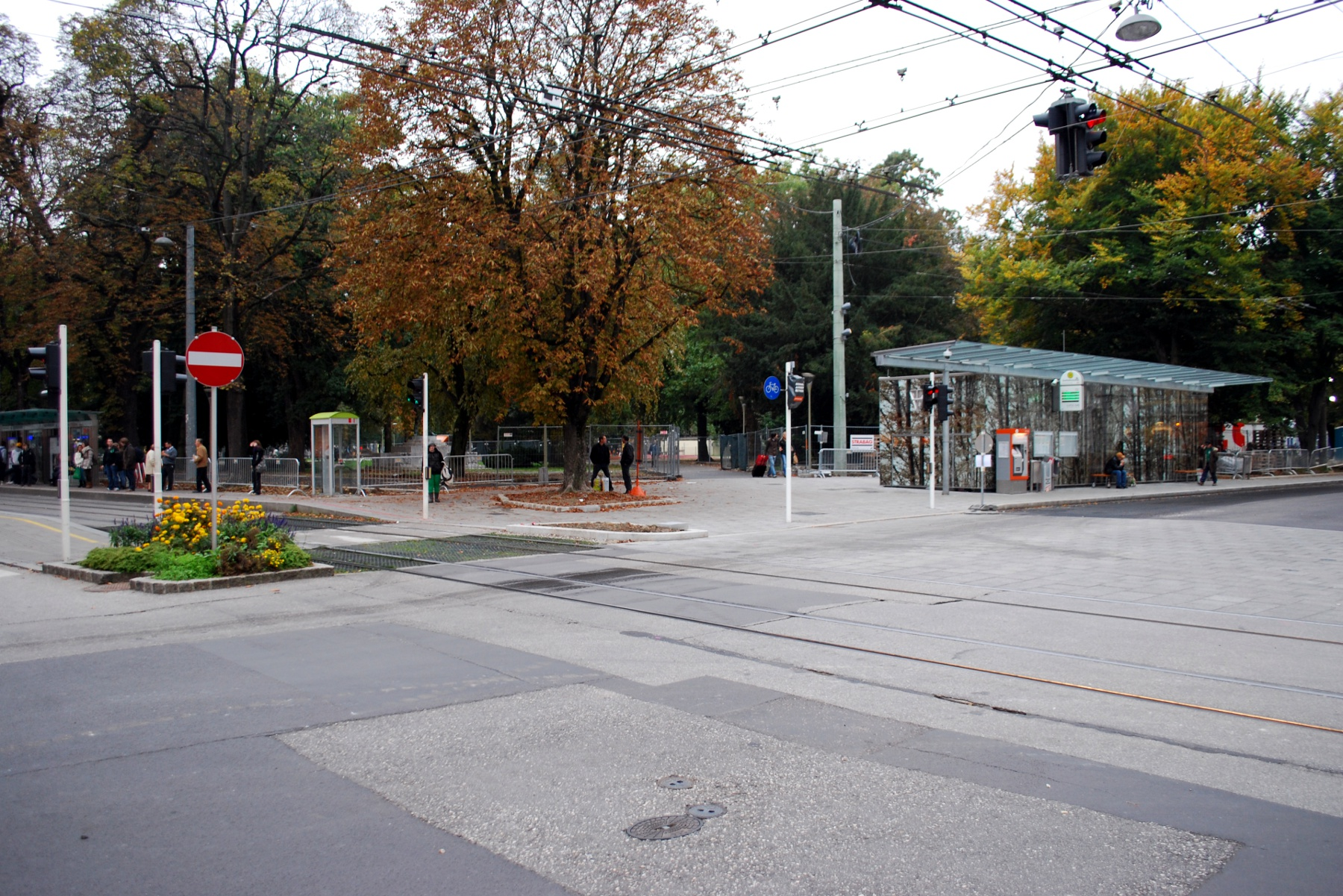

## 建筑
- 魏森沃尔夫宫（Palais Weißenwolff）, 12号
- 温克勒大楼（Winklerbau）, 15号
- 施莱格勒修道院（Schlägler Stiftshaus）, 16号
- 弗洛里安修道院（Florianer Stiftshaus）, 22号
- 兰巴赫修道院（Lambacher Stiftshaus）, 28号
- 鲍姆加滕贝格修道院（Baumgartenberger Stifshaus）, 30号
- 吴甦乐会教堂（Ursulinenkirche）及Ursulinenhof, 31号：曾经是修道院，今天是文化中心
- 曼斯托夫宫（Palais Mannstorff）, 32号
- 加尔默罗会教堂（Karmeliterkirche）, 33号
- 加尔默罗大楼（Karmelitenbau）, 35号
- 福音派马丁路德教堂（Martin-Luther-Kirche），位于马丁路德广场（Martin-Luther-Platz），建于1841/44年
- 皇宫商会（Palais Kaufmännischer Verein）, 49号
- 上奥地利州立图书馆（Oberösterreichische Landesbibliothek），位于席勒广场（Schillerplatz）
- 音乐剧院（Musiktheater），位于南端的大众花园（Volksgarten）

## 活动
- Pflasterspektakel 街头艺术节